# Ronald Ramón
Ronald Ricardo Ramón Guerrero (nacido el 14 de enero de 1986 en Bronx, Nueva York) es un baloncestista profesional dominico-estadounidense que actualmente juega con Trotamundos de Carabobo de la Liga Profesional de Baloncesto de Venezuela. Ramón jugó baloncesto universitario para los Panthers de la Universidad de Pittsburgh. También participa en las competiciones internacionales con la Selección nacional de la República Dominicana. Con 1,83 metros de estatura, juega en la posición de base.

## Trayectoria deportiva

### Universidad
Ramón jugó cuatro temporadas en la NCAA con los Panthers de la Universidad de Pittsburgh. En su carrera universitario disputó 135 partidos promediando 8,1 puntos, 1,9 rebotes y 2,5 asistencias por partido. En su primera temporada, Ramón fue incluido en el mejor quinteto de rookies de la Atlantic Coast Conference.

### Profesional
A principios de octubre de 2008 justo antes del inicio de la temporada 2008-09 de la Liga Nacional de Básquet, Ramón firmó un contrato con el Club Atlético Lanús, debutando el 3 de octubre de 2008 con 10 puntos. Para su primera temporada como profesional, Ramón promedió 13,1 puntos, 2,3 rebotes y 2,7 asistencias en 28,2 minutos por partido en un total de 40 encuentros disputados.
En diciembre de 2009, firmó con el Club Atlético Tabaré de la Liga Uruguaya de Básquetbol por el resto de la temporada 2009-10. Debido a que la serie regular estaba finalizando y el equipo estaba eliminado para la segunda fase, Ramón solo disputó cuatro partidos promediando 20,0 puntos, 4,0 rebotes y 4,8 asistencias en 39,3 minutos por partido.
En febrero de 2010, firmó con los Toros de Aragua de la liga venezolana. En la temporada con los Toros, Ramón solo disputó 10 partidos debido a problemas con la rodilla. En los diez partidos, promedió 13,7 puntos, 1,6 rebotes y 3,2 asistencias en 28 minutos por partido.
En julio de 2010, firmó con el Club Limeira de la liga brasileña. En su primera temporada en 2010-11 con el club, Ramón promedió 13,6 puntos, 2,8 rebotes y 2,7 asistencias en 32,8 minutos por partido, ayudando al Club Limeira a entrar a los playoffs. En los playoffs, disputó 5 encuentros en los cuales promedió 17,2 puntos, 1,8 rebotes y 1,6 asistencias en 38,3 minutos por partido, a pesar de los esfuerzos de Ramón el Club Limeira fue eliminado por el Club São José en una serie que finalizó 3-2.
En su segunda temporada en 2011-12 con el club, promedió 13,7 puntos, 1,7 rebotes y 2.2 asistencias en 28,6 minutos por partido en 25 encuentros de la serie regular, ayudando a su equipo a avanzar a los playoffs finalizando en noveno lugar en total de la liga. En la postemporada, Ramón promedió 15,4 puntos, 1,4 rebotes y 1,6 asistencias en 28,2 minutos por partido, a pesar de sus actuaciones su equipo fue eliminador en la primera ronda de los playoffs.
En la temporada 2012-13, Ramón disputó los 34 partidos de su equipo promediando 14,2 puntos, 2,6 rebotes y 3,5 asistencias en 30,7 minutos por partido en la temporada regular, el Club Limeira avanzó nuevamente a los playoffs pero fueron eliminados en la primera ronda de la postemporada. En los playoffs, Ramón promedió 15,6 puntos, 3,2 rebotes, 3,0 asistencias y 1,2 robos en 36,8 minutos por partido.
En la temporada 2013-14, Ramón disputó 28 partidos en la temporada regular promediando 12,7 puntos, 3,1 rebotes, 2,8 asistencias y 1,3 robos en 31,2 minutos por partido mientras ayudaba a liderar a su equipo a un récord de 21-11 finalizando en cuarto lugar en general y clasificando directamente a los cuartos de finales de los playoffs por primera vez en la historia del club. En la postemporada, Ramón promedió 14,2 puntos, 3,6 rebotes, 3,0 asistencias y 1,0 robos en 35,8 minutos por partido, a pesar de sus esfuerzos el equipo fue eliminado de los playoffs. Ramón lideró a su equipo en asistencias con 2,8 y robos con 1,2 y finalizó segundo en anotación con 12,9 puntos por partido.